# Din Syamsuddin

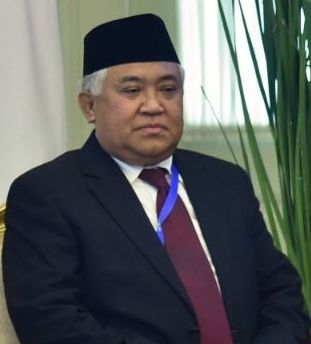
Din Syamsuddin (2018)

Muhammad Sirajuddin Syamsuddin (* 31. August 1958) ist ein indonesischer Politiker und Hochschullehrer. Er ist der Vorsitzende der Muhammadiyah, der größten modernistischen islamischen Organisation in Indonesien, und Generalsekretär des Indonesischen Ulema-Rates. 

## Leben
Er studierte an der Syarif Hidayatullah State Islamic University Jakarta und promovierte später an der Universität von Kalifornien, Los Angeles (UCLA) in den Vereinigten Staaten.
2008 war er einer der Delegationsteilnehmer des 2. Seminars des Katholisch-Muslimischen Forums.
Im Juli 2010 wurde er als Vorsitzender der Muhammadiyah für weitere fünf Jahre wiedergewählt. Er lehrt als Professor für Islamic Political Thought (Islamisches politisches Denken) an der Syarif Hidayatullah State Islamic University Jakarta und ist Vorsitzender des Zentrums für Dialog und Zusammenarbeit zwischen den Zivilisationen (Center for Dialogue and Cooperation among Civilizations).
In den Auflistungen des Prinz-al-Walid-bin-Talal-Zentrums für muslimisch-christliche Verständigung der Georgetown University und des Royal Islamic Strategic Studies Centre von Jordanien wird er als einer der 500 einflussreichsten Muslime angeführt.
Er ist verheiratet und hat drei Kinder.